# Tour Skylon
Pour les articles homonymes, voir Skylon (homonymie).

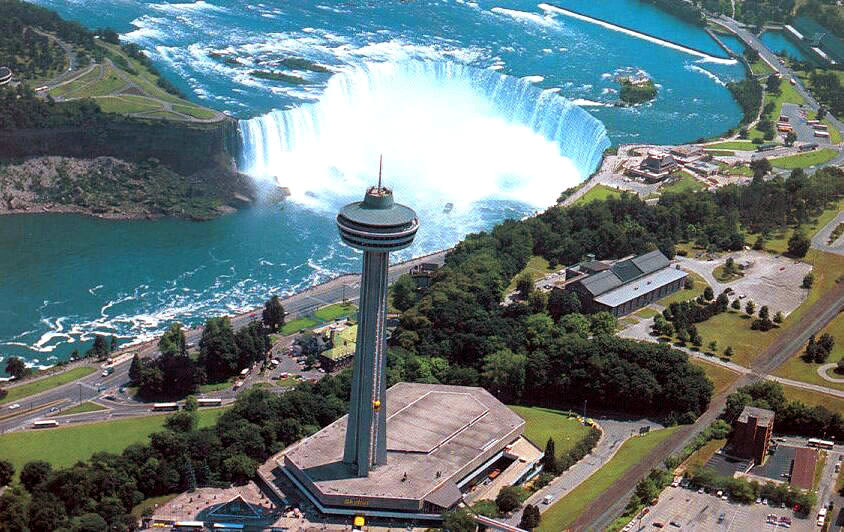
Les chutes du Niagara, et la tour Skylon en premier plan

La tour Skylon, en anglais Skylon Tower, est une tour d'observation située dans la ville de Niagara Falls, à proximité des chutes du Niagara, en Ontario, au Canada. 

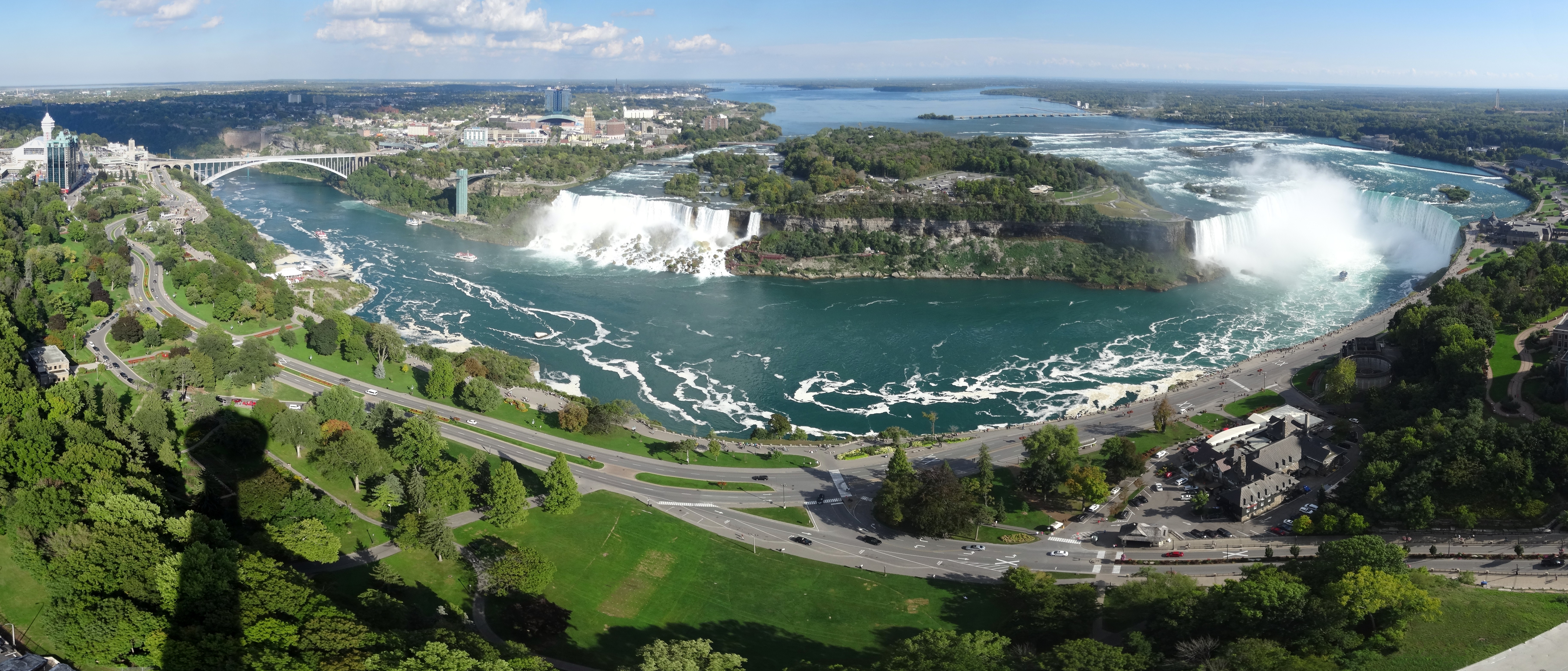
Vue de la tour Skylon à Niagara Falls

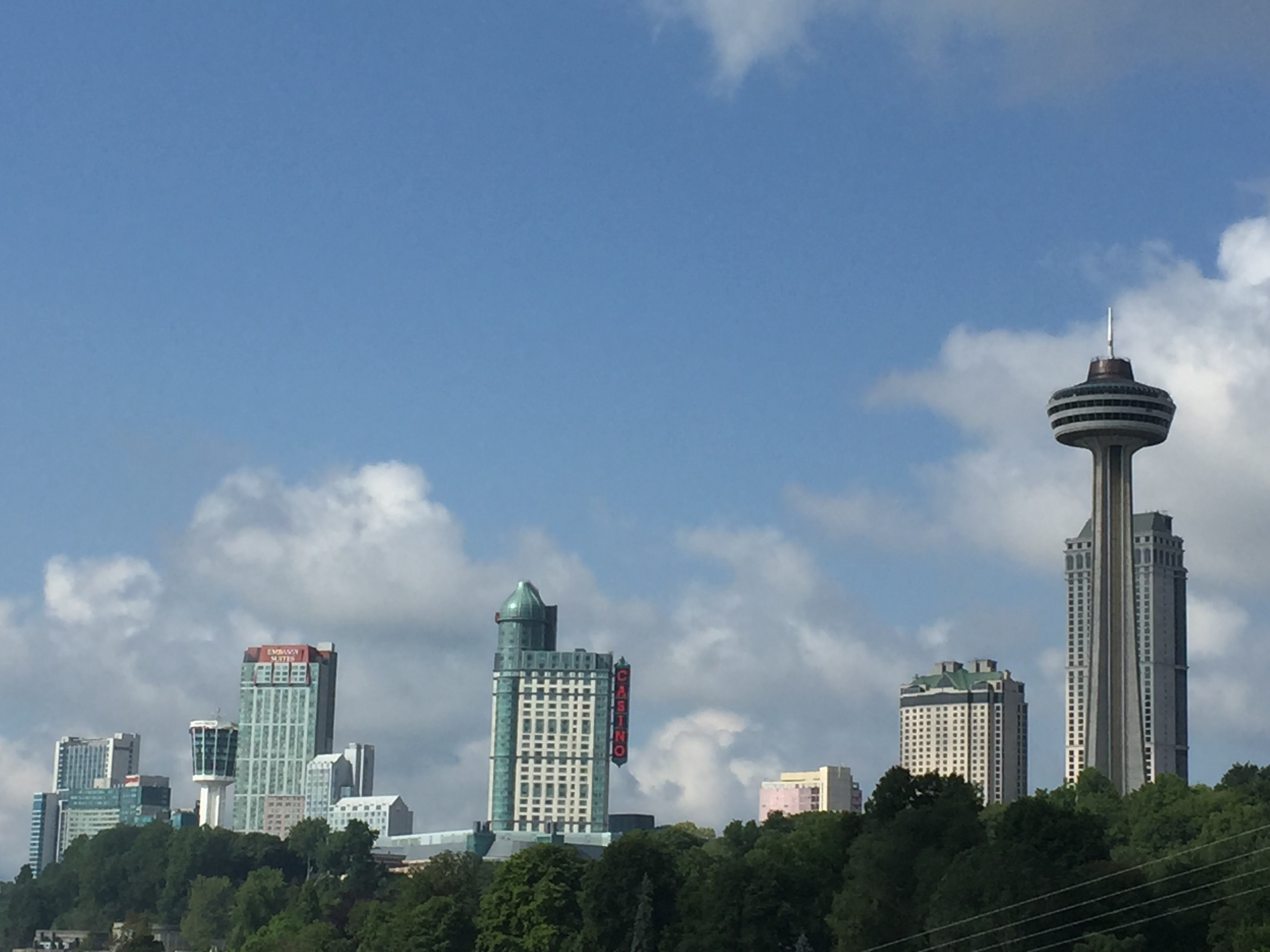
La Tour Skylon avec le centre-ville de Niagara Falls